# Kottafejes kultúra
A kottafejes kultúra önállóságát illetően eltérő álláspontokkal találkozunk. Van, aki a zselizi kultúra egyik csoportjának tartja, van aki pedig a (dunántúli) vonaldíszes kerámia kultúrája (DVK) fejlettebb szakaszán belül különböztet meg kottafejes és zselizi fázisokat. Ismét mások a DVK-n belül a korai fázist keszthelyi kultúraként, a klasszikus fázist kottafejes, a későit zselizi csoportként aposztrofálják.Tokai Zita Mária azon az állásponton van, hogy a DVK-ból a területileg differenciált fejlődés eredményeként alakult ki a kottafejes kerámia népének kultúrája, a zseliz kultúra és a keszthelyi-csoport.

## Lelőhelyek
- Neszmély
- Óbuda
- Vác
- Penc
- Hévízgyörk